# Den estiske apostoliske ortodokse kirke
Den estiske apostoliske ortodokse kirke (estisk: Eesti Apostlik-Õigeusu Kirik) er en selvstyrende kristen ortodoks kirke underlagt Konstantinopel Patriakats jurisdiktion.
I Estland var en femtedel af den estiske befolkning i 1920'erne ortodokse. Derfor fandtes et stærkt ønske om at have sin egen, selvstændige kirke. Også den politiske elite i Estland ønskede at løse den ortodokse kirke fra den russiske ortodokse kirke, der havde tilknytning til det fjendtlige Sovjetunionen. I modsætning til Finland, der havde en statskirke, bestemte det nyligt selvstændige Estland sig for, at staten ikke skulle blande sig i religiøse affærer. For at sikre kirkens fremtid rejste den estiske biskop Aleksander (Paulus) af Tallinn og hele Estland (1872-1953) sammen med den finske delegation til Istanbul i 1923. Aleksander fik på samme vis som finnerne en selvstændighedserklæring til den estiske kirke, der fra 1923 var autonom under patriarkatet i Konstantinopel. Siden den ortodokse kirke i Estland ikke kunne regne med støtte fra statslig side, lykkedes det aldrig kirken at udrydde det russisknationale element, selv om ønsket var der. I stedet organiserede kirken sig i forskellige nationale grupper med en biskop for de estiske menigheder, én for de russiske og én for de blandede. Sådan blev etniske stridigheder bilagt eller i hvert fald gjort ufarlige.
Da 2. verdenskrig brød ud, blev disse tvister genoplivet, og den russiske ortodokse kirke genvandt kontrollen over den estiske kirke, da Sovjetunionen marcherede ind og besatte Estland i 1940. Nazityskland fordrev russerne i 1941 og okkuperede Estland, men sovjetstyrkerne vendte tilbage igen i 1944. Derpå flygtede mange estere, inklusive en gruppe ortodokse, hvorefter de oprettede en estisk ortodoks eksilkirke i Sverige.
Efter Sovjetunionen brød sammen i 1991, og Estland igen blev selvstændigt, vendte repræsentanter fra den ortodokse eksilkirke tilbage til Estland og ønskede at genoprette den selvstændige estiske ortodokse kirke.
I dag er den ortodokse kirke i Estland, ifølge folkætællingen fra 2011, den største religion i Estland og består af 16 procent af befolkningen. Det hænger først og fremmest sammen med, at den russiske minoritet erklærer sig som ortodokse, uanset om de går i kirke eller ej, mens den estiske majoritetsbefolkning for det meste er ligeglad med religion.